# Reproduction des insectes

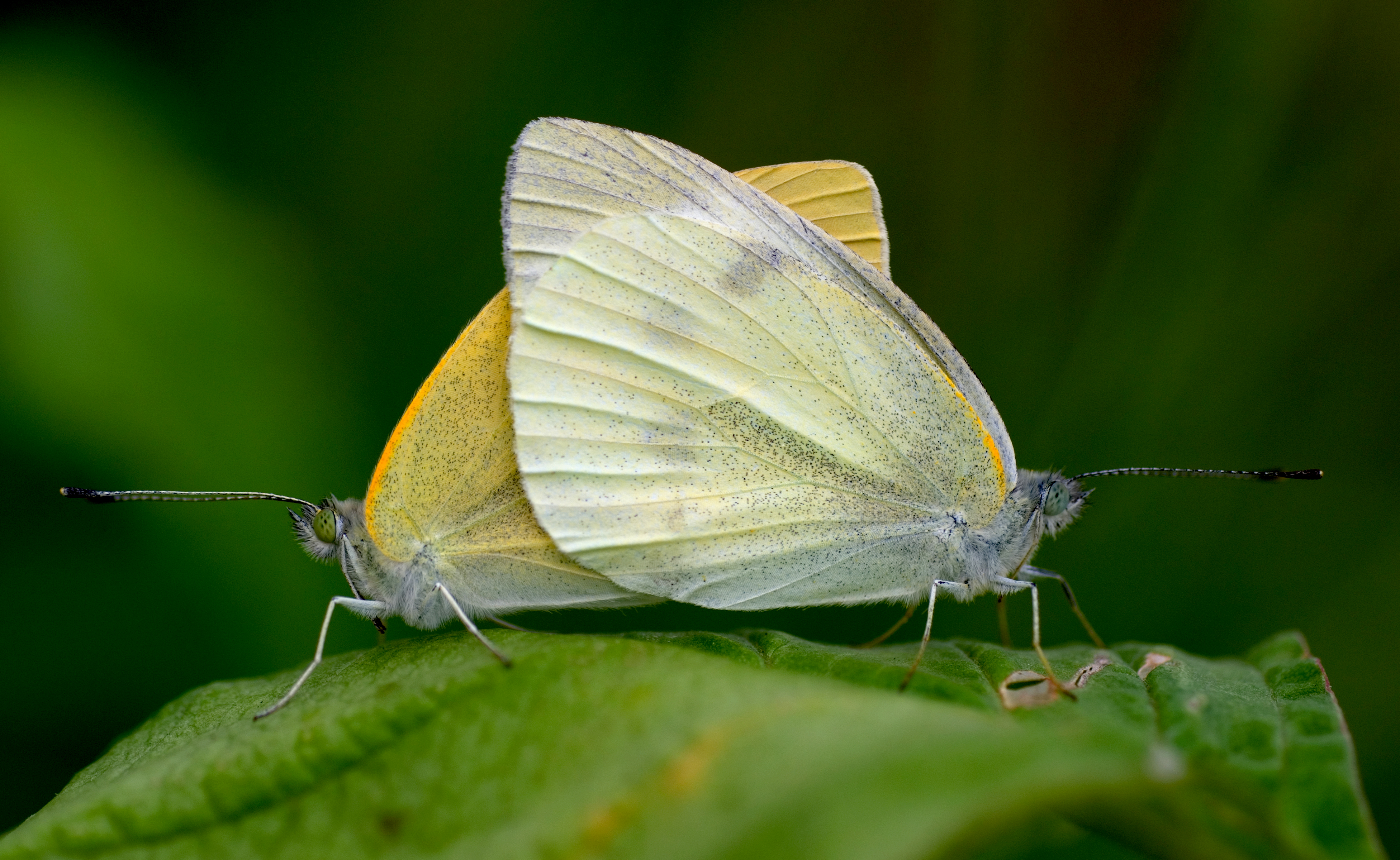
La reproduction sexuée chez les insectes

La reproduction des insectes présente de grandes variabilités. Ceux-ci ont un temps de génération relativement court et un taux de reproduction très élevé comparativement aux autres espèces animales. Chez les insectes, on retrouve la reproduction sexuée et la reproduction asexuée. Dans la première, le mâle et la femelle se rencontrent, souvent par l'intermédiaire de phéromones ou d'autres moyens de communication, pour copuler. L'issue de cette reproduction est un embryon résultant de la fusion de l'œuf et du spermatozoïde. Il s'agit d'un mode de reproduction qui est le plus commun chez les insectes. Dans la reproduction asexuée, la femelle est capable de se reproduire sans mâle par le développement des ovocytes en embryons (parthénogénèse). Ce type de reproduction a été décrit dans plusieurs ordres d'insectes.
De plus, la grande majorité des femelles sont ovipares ainsi elle dépose ses petits sous forme d'œufs. Certains cafards, pucerons et mouches pratiquent l'ovoviviparité. Ces insectes incubent les œufs à l'intérieur de leur abdomen et les pondent au moment de l'éclosion. D'autres insectes sont vivipares et ils complètent leur développement à l'intérieur de l'abdomen de la mère.

## Anatomie

### Femelle

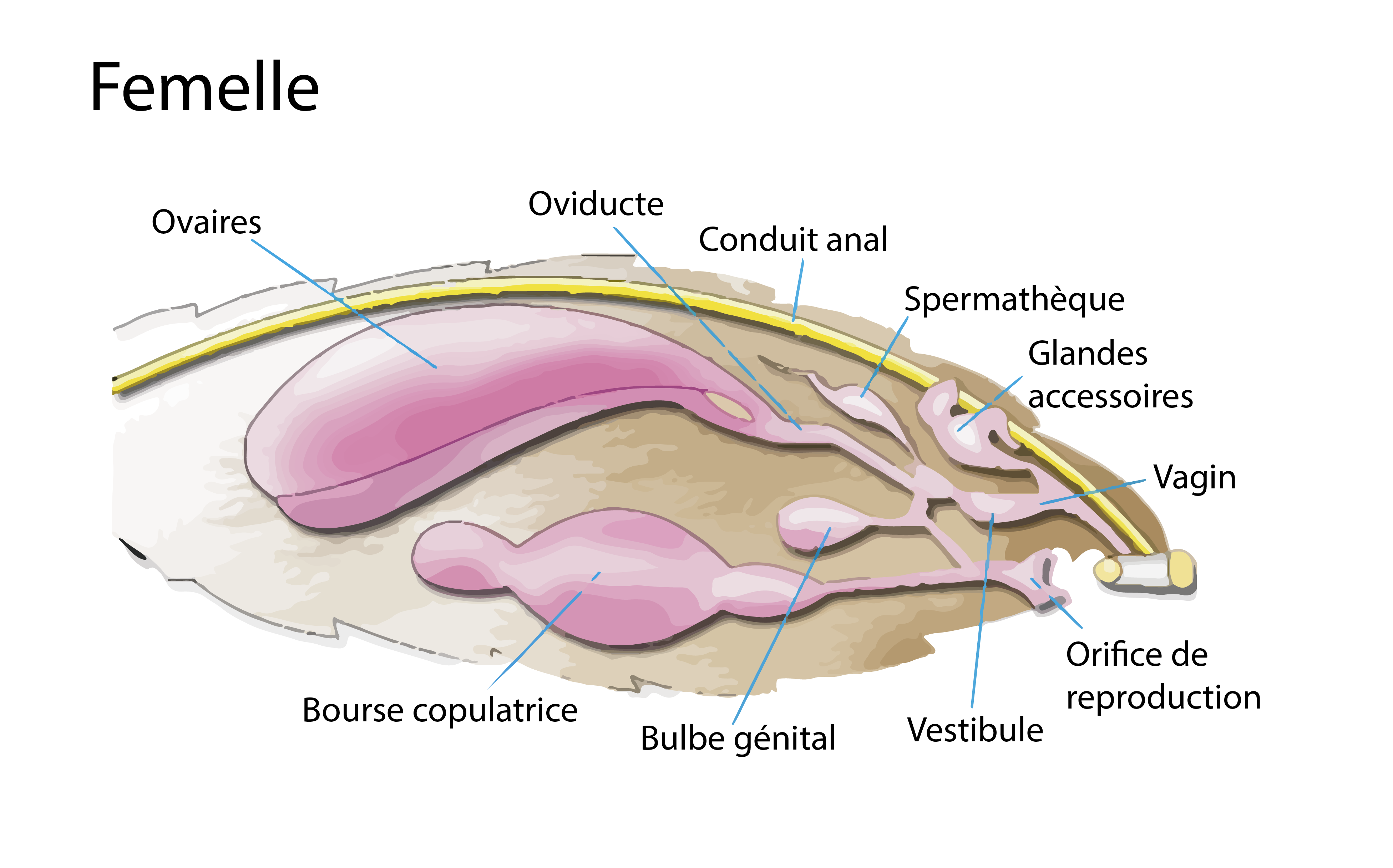
Appareil reproducteur chez un papillon femelle

Chez la femelle, le système reproductif est composé d'une paire d'ovaires, des glandes accessoires, d'une ou de plusieurs spermathèques et des oviductes latéraux qui relient ces parties ensemble. Les ovaires sont constitués d'un certain nombre de tubes d'œufs, appelés ovarioles. Selon les espèces, les ovaires produisent un nombre variable d'œufs.
Les glandes accessoires produisent des substances qui jouent un rôle dans la lubrification et dans l'enrobage final des œufs (ex: chorion). Ces glandes produisent également de la colle et des substances protectrices pour le revêtement des œufs (oothèque). Ils jouent aussi un rôle dans l'entretien des spermatozoïdes.
La spermathèque est un tube ou un sac qui entrepose et conserve les spermatozoïdes pendant une période (de l'accouplement à l'ovulation) très variable selon les espèces. Chez les insectes, la femelle peut gérer l'utilisation des spermatozoïdes en synchronisant leur libération de la spermathèque au moment de la ponte. Ceux-ci auront alors un accès à l'œuf passant dans l'oviducte médian.

### Mâle

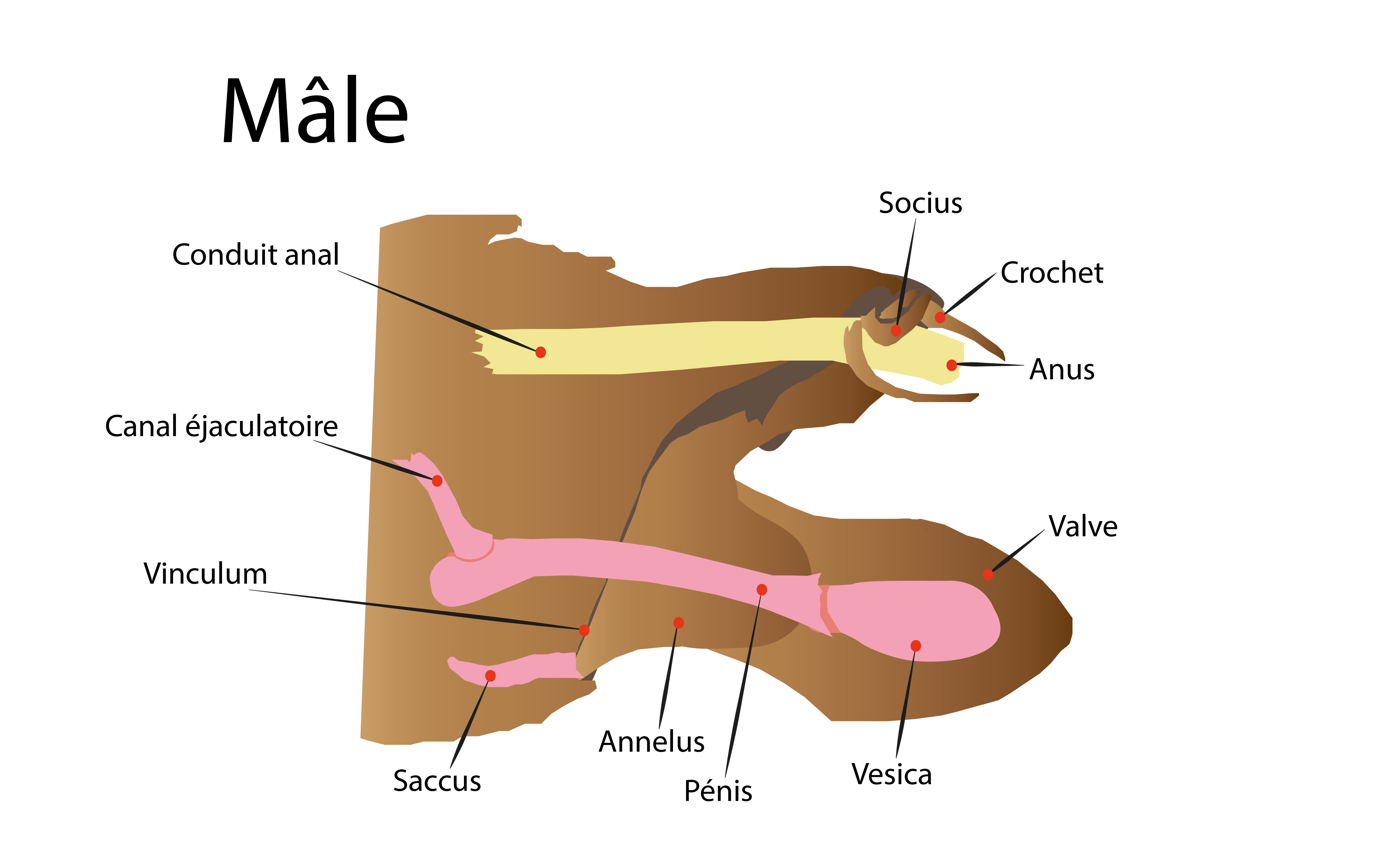
Appareil reproducteur chez un papillon mâle

Les insectes mâles ont généralement deux testicules qui sont en suspension dans la cavité abdominale grâce aux trachées et aux corps gras. Chez les insectes plus primitifs aptérygotes, il n'y a qu'un seul testicule. Cette particularité se retrouve également chez certains lépidoptères cependant, dans leur cas, l'organe provient d'une fusion de deux testicules pendant les derniers stades de développement larvaire. Les testicules sont formés de tubes séminifères (follicules) et à l'intérieur on retrouve un sac membraneux qui contient les spermatozoïdes. Les tubes sont connectés aux canaux déférents qui servent à l'évacuation du sperme par l'intermédiaire d'un canal éjaculateur. La partie terminale de ce canal peut être sclérifiée pour former l'édéage (pénis), un organe d'intromission.
Les spermatozoïdes des insectes sont relativement longs comparativement à leur petite taille. Chez certains groupes plus ancestraux, ils sont transférés via un spermatophore. Généralement, le transfert se réalise sous forme de semence liquide par insémination directe.

## Spermatogénèse

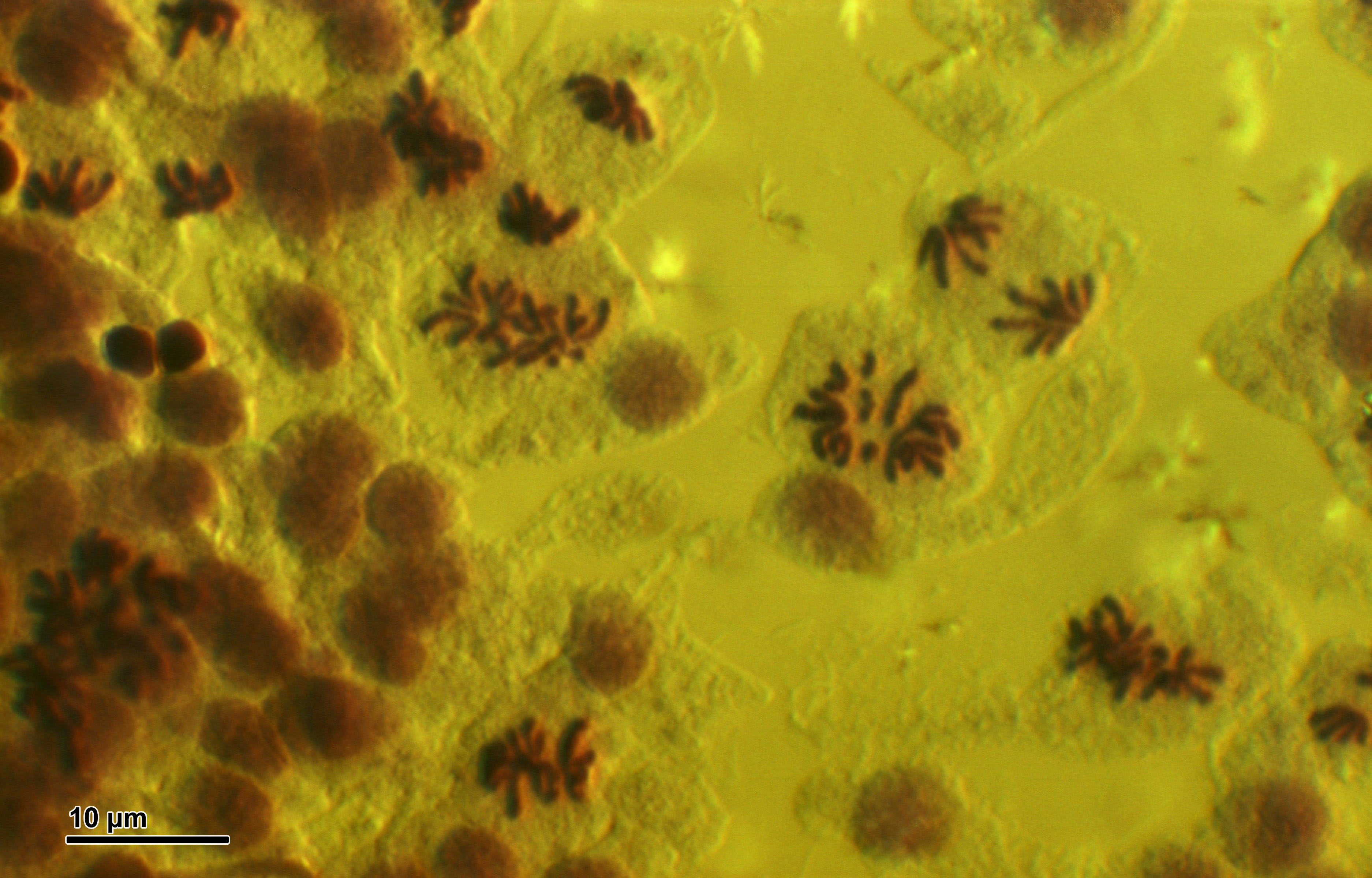
Méiose de spermatogonies chez le criquet

La spermatogénèse est le processus de développement des spermatozoïdes mûrs à partir de cellules souches mâles diploïdes appelées spermatogonies. Ceux-ci sont situés dans les testicules. D'abord, les spermatogonies se divisent plusieurs fois pour produire des spermatocytes. Par la suite, ces derniers se diviseront à leur tour par méiose et chacun donneront 4 spermatides haploïdes qui se transformeront finalement en spermatozoïdes matures. Chez les insectes, les spermatozoïdes matures sont entreposés dans les vases déférents jusqu'à l'accouplement. Les glandes accessoires débouchent dans le canal éjaculatoire et elles produisent le liquide séminal. C'est également elles qui entrent dans l'élaboration du spermatophore, quand il y en a un.

## Comportements reproductifs
Les comportements de reproduction chez les insectes peuvent être très diversifiés. Pendant la période de reproduction, la communication se réalise principalement par la sécrétion de phéromones. À l'aide de ses antennes, le mâle peut donc trouver l'emplacement d'une femelle réceptive. Les phéromones sont propres à chaque espèce et elles sont constituées de différentes molécules chimiques.
Une autre technique de communication est l'utilisation de la bioluminescence. On retrouve ce type d'appel chez les coléoptères de la famille des Lampyridae et des Phengodidae. Les individus de ces familles produisent de la lumière qui est fabriquée par des organes à l'intérieur de leur abdomen. Les mâles et les femelles communiquent de cette manière durant la période de reproduction. Les signaux sont différents d'une espèce à l'autre (la durée, la composition, la chorégraphie aérienne et dans l'intensité).
Certains insectes, comme les mouches Chironomidae, se réunissent en essaim près d'un repère visuel (roche, arbre, branche, bordure, etc.). C'est à cet endroit qu'ils formeront des couples pour se reproduire.
Plusieurs insectes élaborent des chants d'appel pour signaler leur présence au sexe opposé. Ces sons peuvent être créés par la vibration des ailes, par la friction des pattes ou par le contact avec le sol, un substrat, etc. Les orthoptères (criquets, sauterelles et grillons), certaines espèces de mouches (drosophiles, moustiques, etc.), les homoptères (comme les cigales), certains coléoptères (comme les tenebrionidae) et bien d'autres sont adeptes de cette technique.
Chez certains groupes, les mâles pratiquent des prouesses aériennes ou des pas de danses complexes pour attirer une partenaire. Certains odonates (ex. : Perithemis tenera) et certaines mouches (ex. : Dolichopodidae) courtisent de cette manière.
Le mâle de certaines espèces d'invertébrés (comme les Mécoptères et les mouches Empididae) donnent des cadeaux dans le but d'attirer les bonnes faveurs d'une femelle. Il capture une proie pour ensuite s'approcher d'une femelle. Par message chimique (émission de phéromones), il indique à la femelle ses intentions et lui offre le présent. Celle-ci examinera soigneusement la proie. Si elle ne trouve pas le repas de son goût, elle refusera les avances du mâle. Dans le cas contraire, elle s'accouplera avec lui.
La compétition est féroce et beaucoup de mâles affichent des comportements territoriaux et agressifs. Ils sont prêts à se battre pour conserver un petit territoire ou un avoir la chance de se reproduire avec une femelle. Chez certaines espèces, les mâles possèdent des cornes et des protubérances sur leur tête ou leur thorax (exemple : Dynastes hercules, Macrodontia cervicornis et Megasoma actaeon). Ces ornements servent à combattre d'autres mâles de la même espèce.

## Copulation

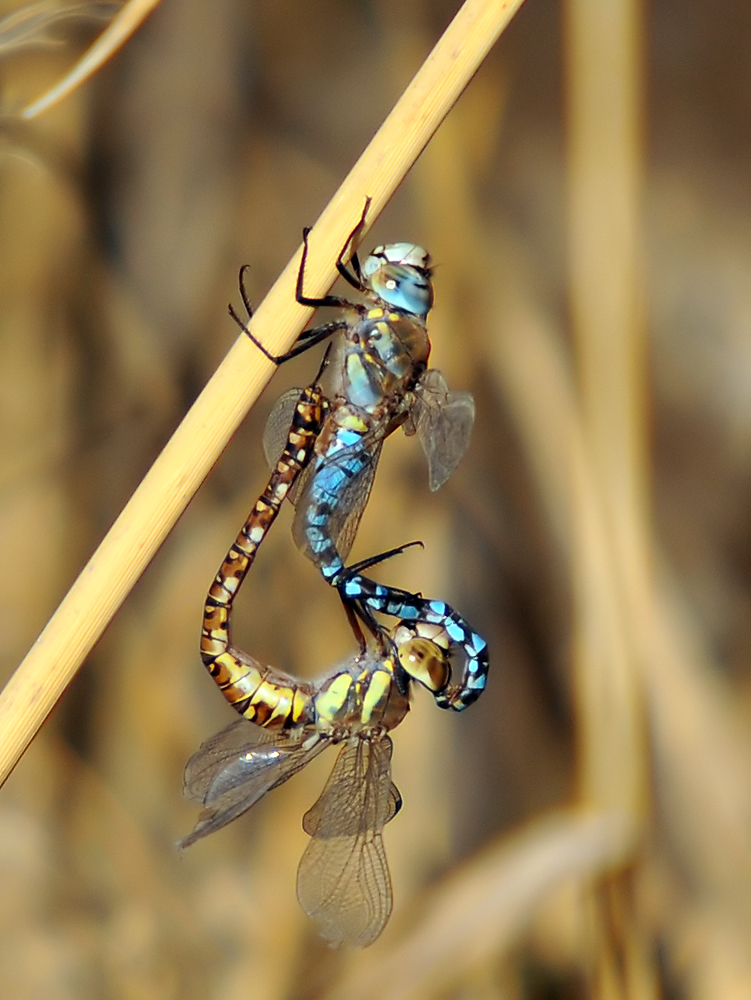
Dimorphisme sexuel chez Aeshna - Aeshna mixta

Chez la plupart des insectes, le mâle monte d'abord sur la femelle et positionne son bulbe génital (édéage) avec l'atrium génital de celle-ci pour la pénétrer. Certains mâles restent accrochés sur le dos de la femelle durant l'accouplement et d'autres se retournent en direction opposée. L'accouplement est généralement rapide mais chez certaines espèces il peut durer plusieurs heures. Au cours de la liaison, les spermatozoïdes sont transférés à l'intérieur de la femelle pour féconder les œufs. On retrouve plusieurs variantes dans le transfert du sperme.
- Spermatophore : on retrouve ce comportement chez les insectes ptérygotes (ex. : phasme[11] et Orthoptera[12]). Les spermatozoïdes se retrouvent dans un petit paquet qui est déposé sur le substrat et la femelle l'introduit elle-même à l'intérieur de son abdomen. Chez d'autres, le spermatophore est introduit directement pendant l'accouplement.
- Organes copulatoires secondaires : chez les odonates (libellules et demoiselles), le mâle transfert ses spermatozoïdes situés dans le neuvième segment jusqu'à un organe secondaire situé sur le deuxième segment abdominal. La femelle s'insémine elle-même en faisant le contact génital final avec l'organe secondaire du mâle[13].
- Contact direct : l'édéage du mâle entre en contact direct avec l'atrium génital de la femelle. Il y a alors le transfert des spermatozoïdes dans la spermathèque de celle-ci.
- Insémination traumatique : le mâle pénètre le corps de la femelle à l'aide de son édéage en forme de poignard. Le sperme est transféré dans l'hémolymphe directement ou encore dans un vagin secondaire. On retrouve ce type de reproduction chez les punaises de la superfamille des Cimicoidea (exemple : punaise de lit).

Les insectes femelles sont généralement polyandres et cette adaptation impose une pression sélective sur les mâles. Lors de la fertilisation des œufs, une véritable compétition spermatique se réalise à l'intérieur de la femelle. Par ailleurs, les comportements des mâles vis-à-vis des rivaux et de la femelle peuvent également s’avérer efficaces afin de maximiser ses chances de fertilisation et/ou diminuer la compétition spermatique. Chez certaines espèces de zygoptères, après l'accouplement, le mâle reste accroché à la femelle par l'emboîtement de ces cerques avec les plaques mesostigmatiques de celle-ci. Il l'accompagnera jusqu'à la fin de la ponte. Lors de la position de garde, le corps est pratiquement à la verticale, les pattes repliées sur le thorax. Cette stratégie de « gardiennage » (de l'anglais Guarning) permet de s'assurer que la femelle ne se fera pas accoupler par un autre mâle.

## Mode de reproduction

### Oviparité

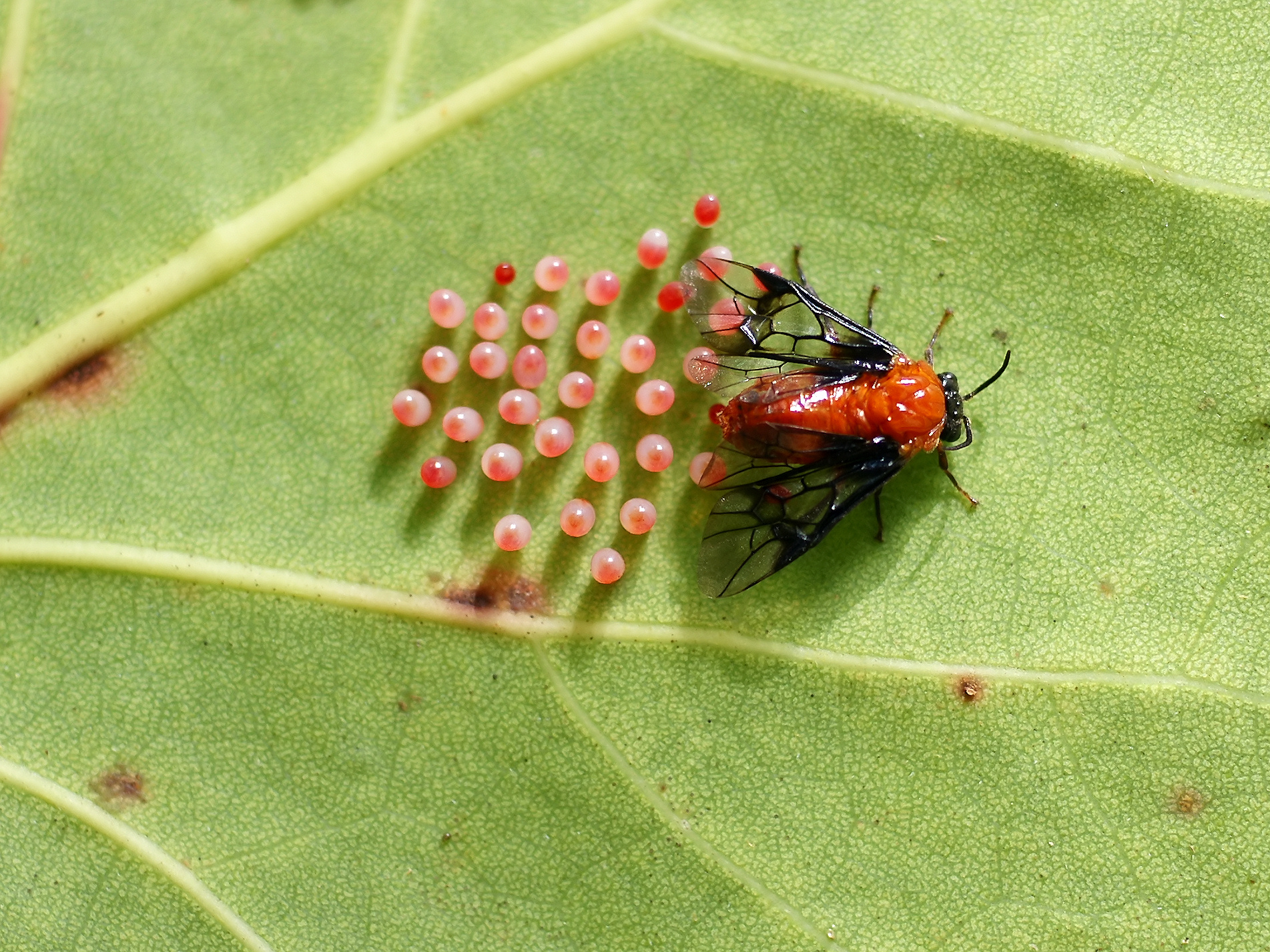
L'oviparité est le mode de reproduction le plus commun chez les insectes. Ponte d'une femelle Sericoceros mexicanus.

Chez les espèces qui pratiquent l'oviparité, la femelle dépose ses petits sous forme d'œufs. Ceux-ci termineront leur croissance embryonnaire hors de l'organisme maternel. Les œufs possèdent une membrane protectrice que l'on nomme chorion. Cette enveloppe externe joue un rôle de protection contre la dessiccation et les prédateurs. La taille, la forme et l'apparence des œufs sont très caractéristiques à l'espèce. Ils sont pondus isolés ou en masse selon l'espèce. La femelle fixera ceux-ci au substrat de ponte approprié.

### Ovoviviparité

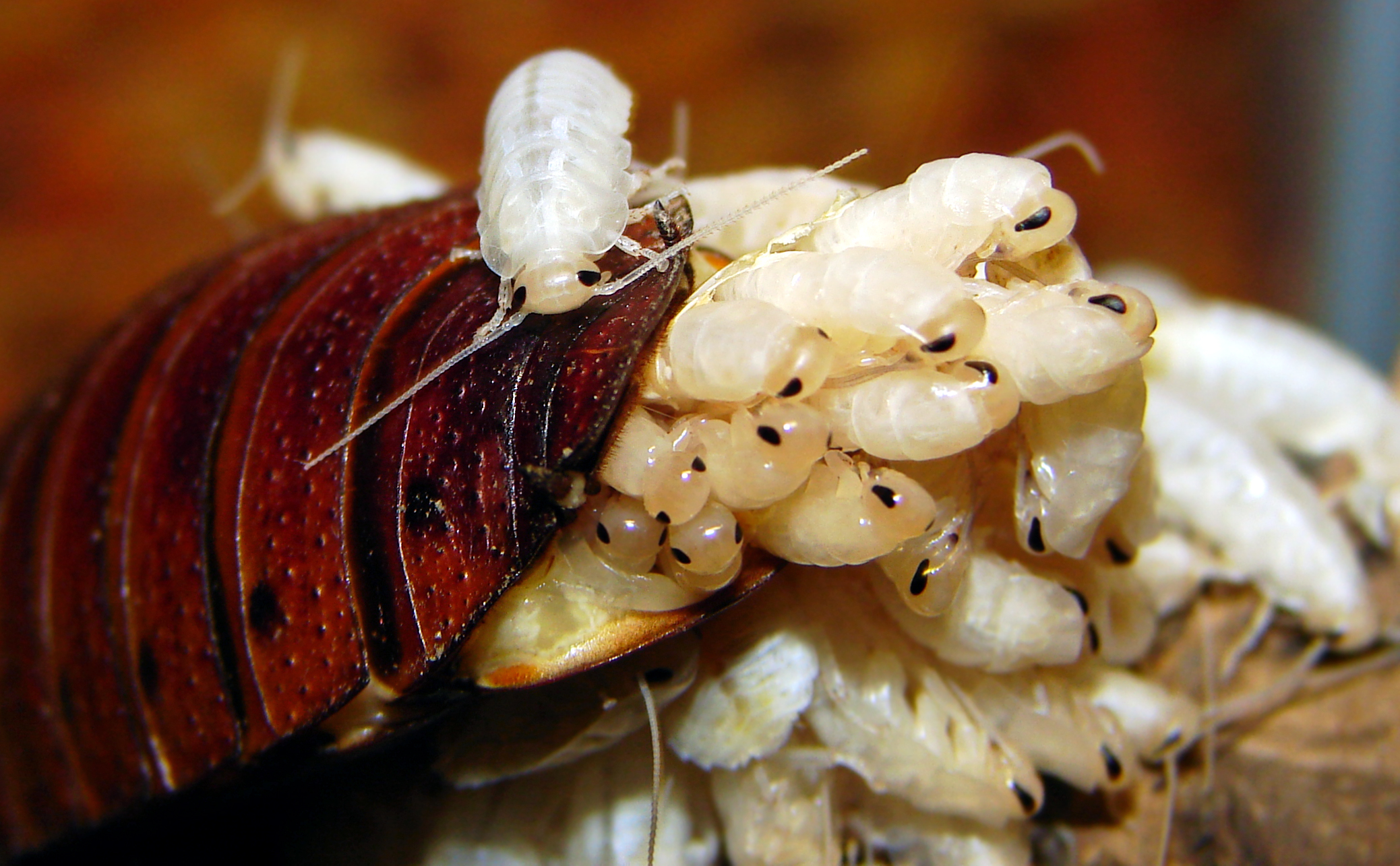
Gromphadorhina portensa est une blatte ovovivipare. Après la naissance des petits, l'oothèque est éjecté.

Il s'agit d'un mode intermédiaire entre l'oviparité et la viviparité. Dans ce mode de reproduction, l'œuf se développe normalement mais il est conservé et incubé dans l'organisme de la mère. Les œufs sont retenus dans l'oviducte jusqu'à la maturité de l'embryon. Cette adaptation protège les petits contre d'éventuels prédateurs et permet de donner naissance à des larves vigoureuses et indépendantes. Chez les diptères, on retrouve l'ovoviparité chez les familles des Calliphoridae, Sarcophagidae, Tachinidae, Oestridae et Hyppoboscidae. On le pratique également chez certaines blattes (Blattaria).

### Viviparité
Chez les espèces vivipares, les femelles ne produisent pas d'œufs et l'embryogenèse est entièrement intra-ovarienne. Par exemple, les blattes du genre Diploptera sont connues pour pratiquer la viviparité. À la fin de la gestation, elles déposent leurs petits qui sont alors complètement indépendants. La viviparité est également pratiquée par les pucerons (Aphididae).

## Parthénogenèse
La parthénogenèse est le développement spontané d'un embryon à partir d'un gamète femelle non fécondé. C'est un mode de reproduction monoparental qui est observable dans plusieurs ordres d'insectes. Au sein de la classe des insectes, on retrouve différents types de parthénogenèses :
- Thélytokie : production exclusive de femelles, de mères en filles. Il s'agit du type le plus fréquent de parthénogenèse (ex. : aleurodes).
- Arrhénotokie : production de mâles haploïdes par parthénogenèse tandis que les femelles sont produites par reproduction sexuée (fécondation de l'œuf par un spermatozoïde) (ex: abeille domestique et certains thysanoptères).
- Amphitokie : les deux sexes peuvent se développer par parthénogenèse (ex. : Aphididae).œœ

## Oviposition

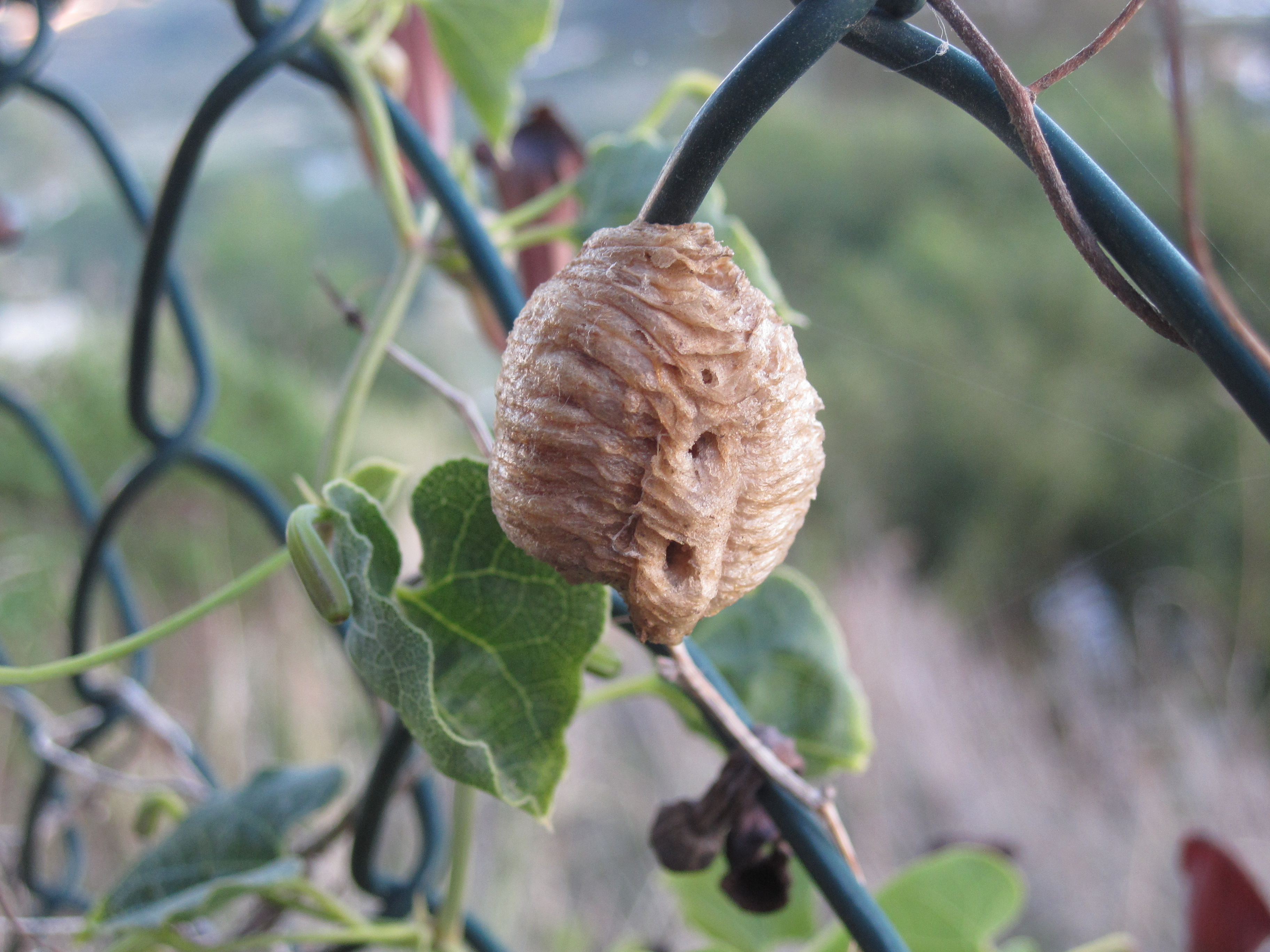
Certains insectes pondent leurs œufs dans une capsule protectrice appelée oothèque

Pour préparer la ponte, la femelle doit généralement s'acquérir de nutriments en s'alimentant. Chez les insectes, le nombre d'œufs dépend directement du nombre d'ovarioles. Le positionnement de ceux-ci permet à plusieurs œufs d'être matures en même temps. Au cours de sa vie, une femelle peut produire entre une dizaine à plusieurs milliers d'œufs. Elle peut également avoir plusieurs périodes de ponte qui s'alternent avec des périodes d'alimentation intense.
Chez certains insectes, les œufs et les larves doivent être déposés précisément sur leurs ressources alimentaires. La femelle est donc très sélective lors de la ponte. Chez certaines, elles pondent les œufs de manière aléatoire sur le substrat. Chez d'autres, Elles les déposent en masse sur le feuillage ou les posent individuellement sur le plant. D'autres pondent à l'intérieur des racines, des tiges et à travers des troncs d'arbres à l'aide d'un organe spécialisé appelé ovipositeur. Les mantes, les blattes et certains orthoptères pondent leurs œufs en masse dans une capsule protectrice appelée oothèque. Cette mousse de protéines forme une carapace solide assurant une protection contre d'éventuels prédateurs.
Les odonates (Anisoptera et Zygoptera), certains diptères (Culicidae et Chironomidae), les éphémères, les plécoptères, certains coléoptères, pondent dans des habitats aquatiques. À travers le monde, on retrouve des espèces qui occupent des habitats reproductifs très différents (mare, étang, lac, rivière, tourbière, à l'intérieur du réservoir de certaines épiphytes, etc).
L'ovipositeur de certains hyménoptères, comme les Siricidae, leur permet d'insérer leurs œufs dans le bois. Leurs larves réalisent leur développement en s'alimentant du xylème de l'arbre. Il y a également des hyménoptères parasitoïdes (ex. : Ichneumonidae et Braconidae) qui déposent, à l'aide de leur très long ovipositeur, leurs œufs directement dans les tunnels de ces insectes xylophages. Leurs larves parasiteront certains d'entre eux.

## Parasitoïdes

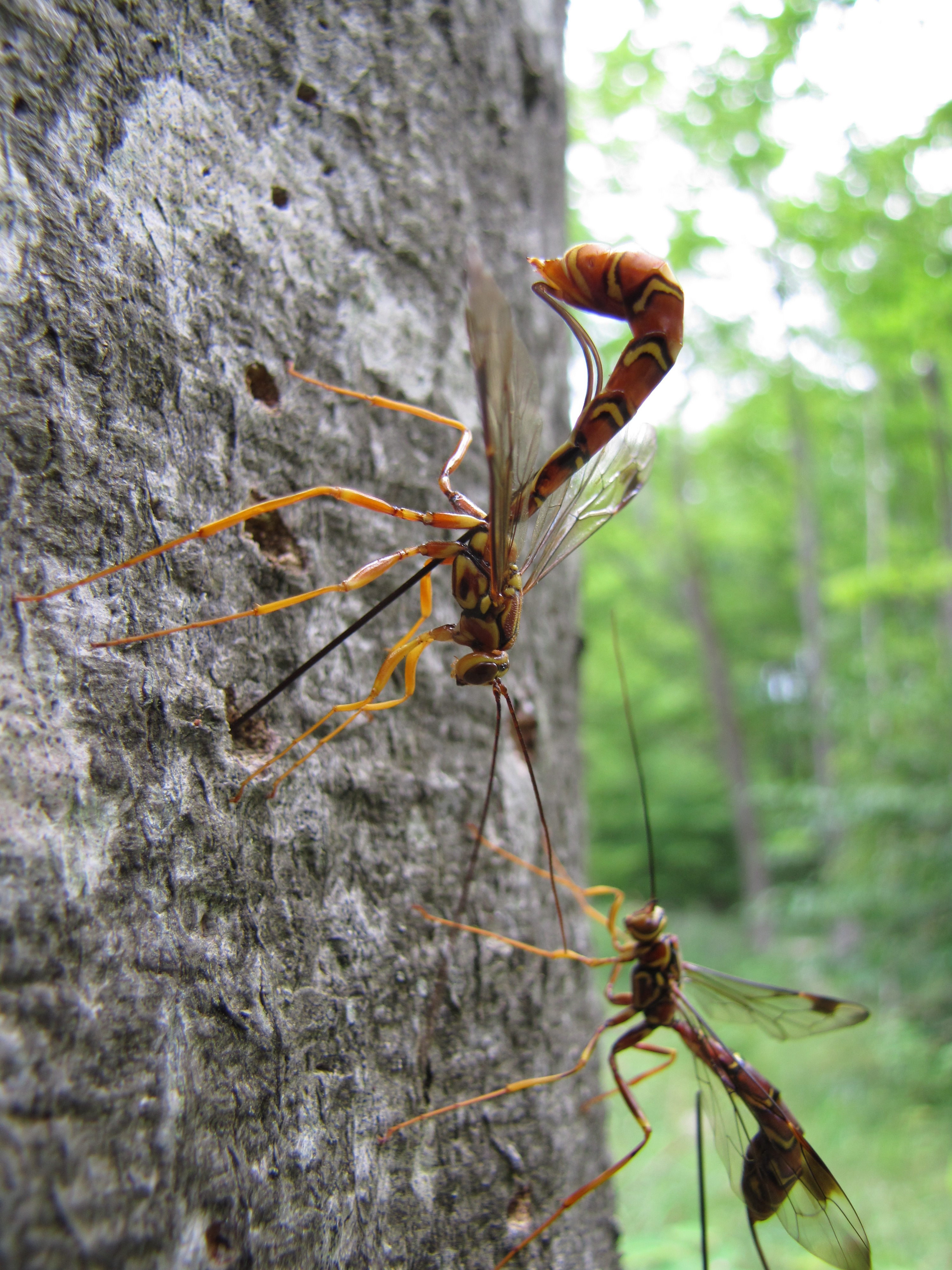
Megarhyssa macrurus (Ichneumonidae) pond ses œufs dans les tunnels d'insectes xylophages à l'aide de son long ovipositeur.

Certains insectes ont besoin d'une autre espèce d'insecte pour réaliser leur développement. On appelle « parasitoïdes » les organismes qui, au cours de leur développement, tuent systématiquement leur hôte, ce qui les fait sortir du cadre du parasitisme au sens strict. Chez ces insectes, on retrouve une spécificité vis-à-vis de l'insecte hôte. Ils peuvent se nourrir à l'intérieur de l'organisme (endoparasitoïdes) ou à l'extérieur du corps de l'hôte (ectoparasitoïdes). Ils peuvent être solitaires ou grégaires (plus d'une centaine de larves sur le même hôte).
Lors de l'oviposition, la femelle parasitoïde s'approche de son hôte et lui pénètre l'exosquelette à l'aide de son ovipositeur modifié et y dépose ses œufs à l'intérieur de celui-ci. Une autre technique consiste à déposer les œufs sur l'insecte ou à proximité de celui-ci. Les larves pénétreront la larve hôte par les orifices buccaux et respiratoires ou encore en perçant directement sa peau.
Au milieu des années 1990, on avait déjà répertorié et nommé 87 000 espèces d'insectes parasitoïdes, classés dans six ordres :
- Hymenoptera (67 000) ;
- Diptera (15 600) ;
- Coleoptera (4 000) ;
- Neuroptera (50) ;
- Lepidoptera (10) ;
- Trichoptera (1).